# Яз (плаж)
Яз е плаж в курортния град Будва, Черна гора.
Намира се на 2,5 km западно от Будва. Състои се от 2 части – едната е дълга 500 метра, а другата (която понякога се ползва за нудистки плаж) е дълга 300 метра.
Яз е доста известен плаж за слънчеви бани и къмпинг и е сред най-дългите плажове в Черна гора.
В последните няколко години придобива световна известност като домакин на многобройни концерти и събития. Ролинг Стоунс, Мадона и Лени Кравиц са имали изпълнения на плажа.